# Madeleine Stowe
Madeleine Marie Stowe Mora (Los Angeles, 18 d'agost de 1958) és una actriu estatunidenca amb arrels costa-riquenyes, guanyadora del Premi Globus d'Or i de la Copa Volpi el 1993 per la seva actuació a Vides encreuades dirigida per Robert Altman.

## Biografia
Va néixer a Eagle Rock, una població propera a Los Angeles. La seva mare, Mireya Mora-Steinvorth, havia emigrat en la seva joventut des de Costa Rica i provenia d'una família amb un passat prominent d'aquest país, el pare, Robert Stowe, era un enginyer estatunidenc «d'una pobra família d'Oregon», i. Un dels seus rebesavis, el polític José Joaquín Mora Porras, havia estat el germà menor del president Juan Rafael Mora Porras, el qual va governar Costa Rica entre 1849 i 1859. Un altre dels seus rebesavis va ser Bruno Carranza, president de Costa Rica el 1870. L'esposa d'aquest, Gerónima Montealegre, era germana del president José María Montealegre Fernández, el qual va governar Costa Rica entre 1859 i 1863. Steinvorth, un avantpassat matern de Stowe, havia emigrat d'Alemanya a Costa Rica.
El matrimoni va tenir tres filles, de la qual Madeleine va ser la primera. El seu pare va patir esclerosi múltiple, fet que va entristir la infància i adolescència de l'actriu i la marcaria per a tota la vida.
A l'edat de deu anys, Stowe va començar a prendre classes de piano, ja que volia esdevenir concertista. No obstant això, va abandonar les classes i el seu projecte uns anys més tard, en morir el seu professor. Quan va arribar el moment d'ingressar a la universitat, va decidir fer les carreres de cinematografia i periodisme. Tanmateix, no tenia gaire interès pels estudis i els va abandonar. Quan actuava com a voluntària a un teatre de Los Angeles, un agent de cinema contractat per Richard Dreyfuss la va descobrir i li va aconseguir l'oportunitat de participar en diverses pel·lícules per a la televisió i el cinema.
Una de les característiques interpretatives excel·lents de Stowe és la seua fràgil i sensual bellesa de mirada trista. Va ser triada com una de les dones més sexis per la revista Empire.
Durant gairebé quinze anys, Stowe va interpretar papers menors com a actriu de repartiment en pel·lícules de televisió i de cinema. Amb tot, algunes de les seves actuacions van arribar a ser molt conegudes, com per exemple Procediment il·legal, amb Richard Dreyfuss, i Revenja, amb Kevin Costner i Anthony Quinn, en el paper de l'esposa d'un gàngster mexicà enamorada d'un pilot. Actualment és coneguda per la seva actuació com a Victoria Grayson en la sèrie de televisió estatunidenca Revenge.
El 1992, va arribar per fi la seva gran oportunitat quan se li va oferir el paper principal femení a L'últim dels mohicans, amb Daniel Day-Lewis. En aquest film, Stowe va realitzar una actuació consistent amb un personatge fet pràcticament a la seva mida, brindant bellesa, energia i credibilitat com una de les filles del coronel anglès Munro. A partir de llavors, Stowe, com a actriu ja consagrada, ha interpretat papers molt diversos, com la música cega en la pel·lícula de suspens Blink, amb Aidan Quinn, o la jove psiquiatra de 12 Monkeys, amb Bruce Willis i Brad Pitt.
El 1996, Stowe feu una pausa de carrera per a ser mare. Dos anys més tard va tornar davant les càmeres amb Promeses incomplides. Stowe està casada amb l'actor comediant Brian Benben, a qui va conèixer el 1982 durant l'enregistrament d'una pel·lícula per a televisió. El matrimoni té una filla, May (nascuda el 1996) i un fill. Passa el seu temps lliure en el ranxo que posseeixen a Texas.
Va estar a punt de dirigir Unbound Captives (2010) que incloïa en el repartiment estrelles com Hugh Jackman i Rachel Weisz i explicava l'esforç d'una família de pioners que lluita per establir-se en un territori fronterer en ple assetjament comanxe. Finalment el projecte no va arribar a materialitzar-se. Entre els seus últims treballs destaca la participació en la sèrie televisiva Revenge com a Victoria Grayson, la matriarca d'una família adinerada amb foscos secrets en el seu passat. Va ser nominada el 2012 als Globus d'Or pel seu paper en aquesta sèrie.

## Filantropia

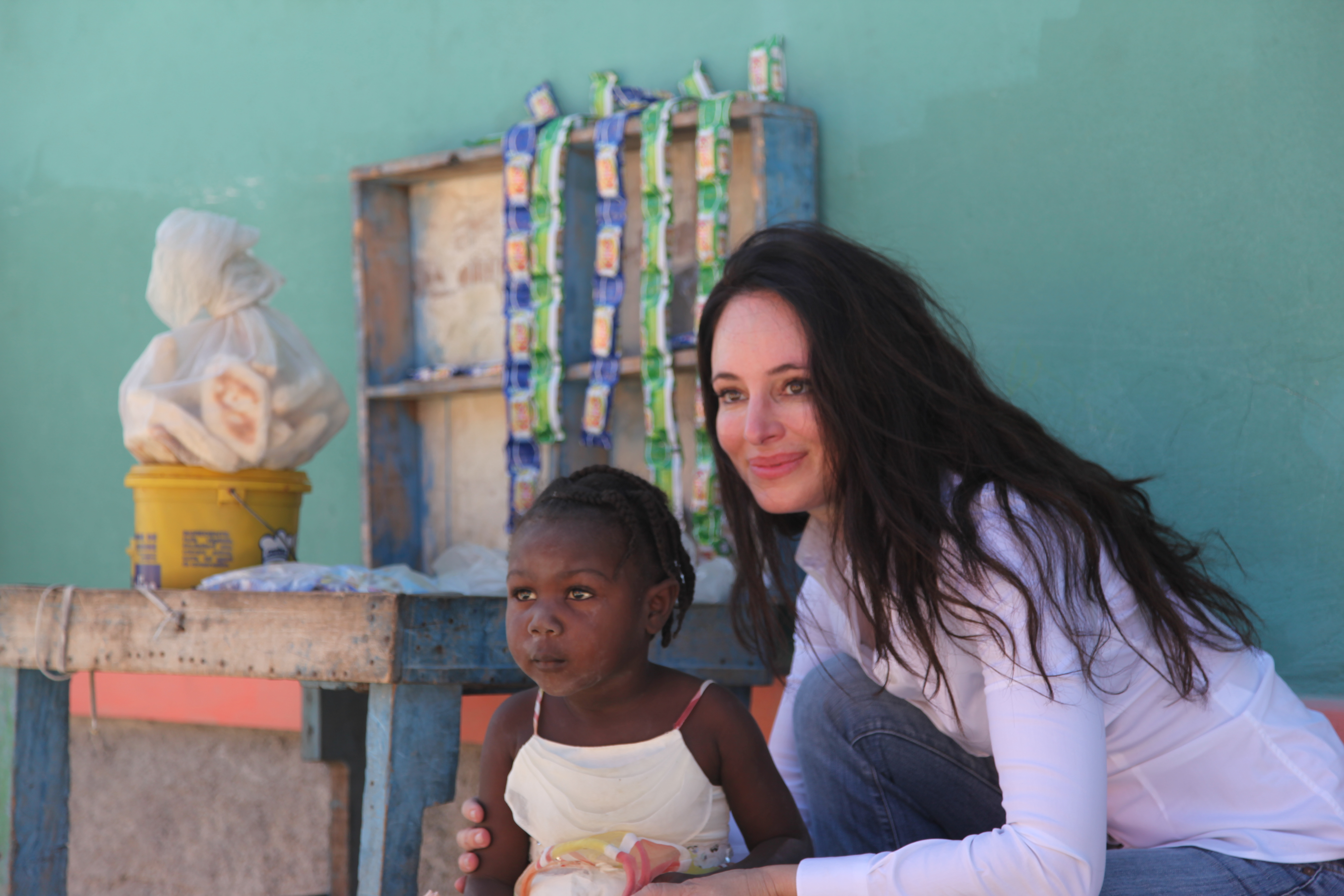
Madeleine Stowe a Haiti el 2011

A través d'una organització anomenada Artists for Peace and Justice, Stowe va ajudar a construir la primera escola pública a Haití després del terratrèmol de 2010: «La bellesa d'aquest projecte és que estarà composta per 40 hectàrees, amb un hospital perquè els infants també rebin atenció sanitària».
Stowe ha viatjat a Haití: «Quan torno ocorre sempre el mateix, tinc gana però no puc menjar. Sento un dolor a l'estómac i em fa venir ganes de plorar. Però la gent està tan viva i present que mai no ploro quan estic allí, ho faig quan soc al meu apartament».

## Filmografia
- Soundtrack (2019)
- Revenge (2011-2015)
- Unbound Captives (2010)
- The Christmas Hope (2009)
- Saving Milly (2005)
- Octane (2003)
- El protector (2002)
- Quan érem soldats (2002)
- Impostor (2001)
- The General's Daughter (1999)
- Playing by Heart (1998)
- Promeses incomplides (1998)
- 12 Monkeys (1995)
- Bad Girls (1994)
- Blink (1994)
- Vides encreuades (1993)
- Another Stakeout (1993)
- L'últim dels mohicans (1992)
- Unlawful Entry (1992)
- Terra d'armaris (1991)
- China Moon (1991)
- The Two Jakes (1990)
- Revenja (1990)
- Tropical Snow (1989)
- Worth Winning (1989)
- Procediment il·legal (1987)

## Premis

### Globus d'Or
| Categoria                     | Pel·lícula       | Resultat   | Any  |
| ----------------------------- | ---------------- | ---------- | ---- |
| Millor Actriu - Drama         | Revenge          | Nominada   | 2012 |
| Premi Especial al Repartiment | Vides encreuades | Guanyadora | 1994 |

### Festival Internacional de Cinema de Venècia
| Categoria  | Pel·lícula       | Resultat   |
| ---------- | ---------------- | ---------- |
| Copa Volpi | Vides encreuades | Guanyadora |